# Oliver Helm

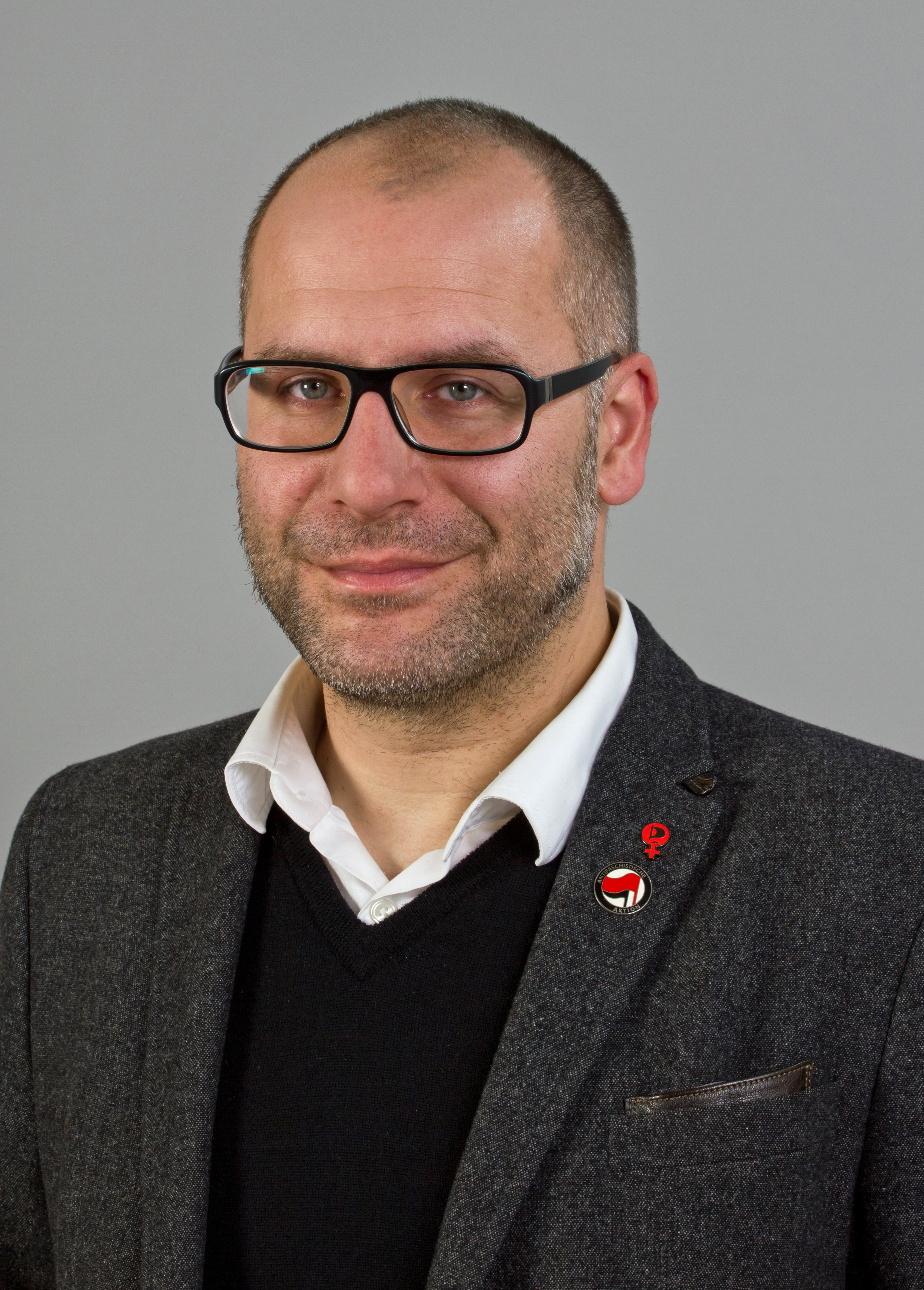
Oliver Höfinghoff (2013)

Oliver Helm, geborener Höfinghoff (* 9. Juni 1977 in Berlin-Friedrichshain) ist ein deutscher Politiker; er war von 2011 bis 2016 Mitglied des Berliner Abgeordnetenhauses. Von Juni 2013 bis Mai 2014 war er Vorsitzender der Fraktion der Piratenpartei Deutschland. Kurz darauf trat er aus der Partei aus, blieb aber Mitglied der Fraktion. 2016 trat er der Partei Die Linke bei.

## Ausbildung und Beruf
Helm besuchte das Ratsgymnasium Rheda-Wiedenbrück und absolvierte eine Ausbildung zum Industriekaufmann am Ems-Berufskolleg Rheda-Wiedenbrück. Anschließend arbeitete er in einem Textilunternehmen und diente acht Jahre innerhalb der Unteroffiziers-Laufbahn im Nachschubdienst der Bundeswehr als Zeitsoldat. Zwei Einsätze führten ihn ins Kosovo. 2007 nahm er an der Hochschule für Technik und Wirtschaft Berlin ein Studium der Betriebswirtschaftslehre auf.
Helm arbeitete bis zur Wahl zum Abgeordnetenhaus von Berlin 2011 für die Website der Bild-Zeitung (bild.de).
Er ist seit dem 1. September 2018 mit Anne Helm verheiratet, deren Namen er annahm.

## Politische Laufbahn
Helm trat 2009 der Piratenpartei bei. Am 18. September 2011 wurde er als Listenkandidat in das Abgeordnetenhaus von Berlin gewählt, bei seiner Kandidatur als Direktkandidat für den Wahlkreis Friedrichshain-Kreuzberg 4 erzielte er 12,3 Prozent. Im Abgeordnetenhaus war er unter anderem Mitglied im Sonderausschuss „Wasserverträge“.
Anfang 2013 geriet Helm wegen der Beschäftigung seiner damaligen Lebensgefährtin als Mitarbeiterin in die innerparteiliche Kritik. Helm beendete daraufhin das mit dem Einzug ins Abgeordnetenhaus begonnene, zwei Jahre bestehende, legale Arbeitsverhältnis im Mai 2013. Einen Monat später wurde Helm zusammen mit Alexander Spies für ein Jahr zum Fraktionsvorsitzenden gewählt.
Am 18. September 2014 trat Helm aus der Piratenpartei aus, behielt aber sein Mandat im Abgeordnetenhaus. 2016 trat er, immer noch Mitglied der Fraktion der Piraten, der Partei Die Linke bei, aber er blieb bis zum Ende der Legislatur Mitglied der Piratenfraktion.
Helm engagiert sich zudem antifaschistisch und ist Mitglied der Roten Hilfe.
Im April 2015 wurde Helm vom Vorwurf freigesprochen, drei Männer aus der rechten Szene mit Fahnenstangen und Glasflaschen attackiert zu haben. Die Richterin urteilte, die Aussage des Hauptbelastungszeugen, des NPD-Vorsitzenden von Pankow sei „völlig unglaubhaft“ gewesen.
Nach der Wahl zum Abgeordnetenhaus von Berlin 2016 schied er im Oktober 2016 aus dem Parlament aus.
Seit Ende 2016 arbeitete er als Referent des Pankower Bezirksbürgermeisters Sören Benn.